# هارالد کرامر

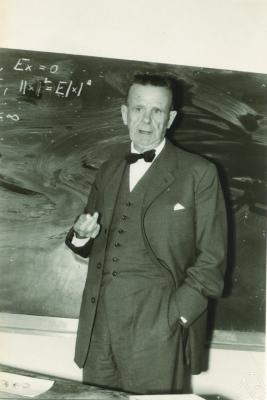

هارالد کرامر (به انگلیسی: Harald Cramér) ریاضیدان سوئدی زاده ۲۵ ستپامبر سال ۱۸۹۳ شهر استکهلم است.
از کارهای وی می‌توان به قضیه کرامر اشاره کرد.

## زندگی‌نامه
هارالد کرامر در ۲۵ سپتامبر ۱۸۹۳ در استکهلم سوئد به دنیا آمد.او در سال ۱۹۱۲ وارد دانشگاه استکهلم شد و در سال ۱۹۱۹ به عنوان استادیار این دانشگاه مشغول به خدمت گردید. او ابتدا به شیمی و ریاضی علاقه بسیاری داشت و در این دو رشته فعالیت زیادی انجام داد.وی مقالات بسیاری درباره تئوری تحلیل اعداد ارائه داد.به غیر از تحقیق در مورد تئوری اعداد چون کرامر در شرکت بیمه عمر سونسکا به عنوان یک آمارگیر کار می‌کرد به تئوری احتمال بسیار علاقه‌مند شد.به این ترتیب احتمال و آمار زمینه اصلی تحقیقات بعدی وی شد.کرامر در سال ۱۹۲۹ به عنوان اولین پروفسور آمار ریاضی در سوئد معرفی شد. کرامر در اوایل دهه ۱۹۳۰ به تحقیقات کلمو گروف علاقه‌مند شد.نتیجه تحقیقات او چاپ مقاله متغیرهای تصادفی و توزیع احتمالات در سال ۱۹۳۷ بود. 

## قضیه کرامر
اگر {\displaystyle p_{n}}
n امین عدد اول باشد آنگاه
{\displaystyle p_{n+1}-p_{n}=O((\log p_{n})^{2}),\ }
یا به عبارتی
{\displaystyle \limsup _{n\rightarrow \infty }{\frac {p_{n+1}-p_{n}}{(\log p_{n})^{2}}}=1,}